# 伊万·伊万诺维奇·帕纳耶夫
伊万·伊万诺维奇·帕纳耶夫（俄语：Ива́н Ива́нович Пана́ев,1812年3月27日—1862年3月2日）是一位俄国作家、文学批评家、新闻工作者和出版商。

## 生平
帕纳耶夫出生于圣彼得堡的一个贵族家庭，并于1830年毕业于圣彼得堡大学。他的文学生涯始于1834年，当时发表了他的第一篇作品。1837年，他与阿芙朵嘉·布良斯卡娅结为夫妻，后来阿芙朵嘉·帕纳耶娃也成为了一位知名作家。
帕纳耶夫与别林斯基的友谊于1839年开始，这对他的文学生涯产生了重要的影响。在1839年至1846年期间，帕纳耶夫的作品经常在《祖国纪事》上发表。到了1844年，他放弃了公职，全身心投入文学创作。通过涅克拉索夫和格里戈羅維奇的介绍，帕纳耶夫结识了陀思妥耶夫斯基，并在别林斯基组织的文学活动中多次与他接触。1845年，陀思妥耶夫斯基在帕纳耶夫夫妇组织的聚会上朗读了自己的处女作《穷人》。虽然陀思妥耶夫斯基经常参加这些聚会，但在一次与屠格涅夫的争吵后便不再出席。
1847年，帕纳耶夫与涅克拉索夫一起接管了普希金创办的杂志《现代人》。